# Merih Demiral
Merih Demiral (Karamürsel, 5 de março de 1998) é um futebolista profissional turco que joga como zagueiro central na Seleção Turca e pelo Al-Ahli.

## Carreira
Fruto do sistema juvenil do Fenerbahçe, foi contratado pelos portugueses do Alcanenense em 2016. Em janeiro de 2017, ele foi emprestado ao Sporting B e fez sua estréia profissional na Segunda Liga pelo último clube em 5 de fevereiro de 2017, em um empate em casa por 1-1 contra o Famalicão . No final da temporada, ele foi contratado imediatamente pelo clube.
Em 15 de agosto de 2018, ele se juntou ao clube turco Alanyaspor por empréstimo. Em 29 de janeiro de 2019, juntou-se definitivamente ao Alanyaspor por € 3,5 milhões. Em 30 de janeiro de 2019, ingressou no Sassuolo, clube da Serie A italiana, por empréstimo, com obrigação de compra. Ele fez sua estreia na Serie A e no clube em 24 de fevereiro, em um empate em casa de 1-1 contra o SPAL, e marcou seus primeiros gols, tanto pelo clube quanto na Serie A - dois gols em uma vitória em casa por 4-0 Chievo -, em 4 de abril.

### Juventus
Em 5 de julho de 2019, a Juventus anunciou oficialmente a transferência de Demiral de Sassuolo, com um contrato de cinco anos por € 18 milhões. Seu salário teria sido desdobrado em € 1,3 milhão por ano. Ele se tornou o primeiro jogador turco a jogar pelo clube. Ele fez sua estreia no clube em 21 de setembro, em uma vitória por 2–1 em casa sobre o Verona na Serie A. Ele posteriormente fez sua estréia na Liga dos Campeões em 11 de dezembro, na última partida do grupo do clube, ganhando elogios na mídia por sua desempenho ao ajudar a Juventus a não sofrer golos na vitória por 2 a 0 sobre o Bayer Leverkusen . Ele marcou seu primeiro gol pelo clube em 12 de janeiro de 2020, o primeiro gol em uma vitória por 2 a 1 fora de casa sobre a Roma, que viu a Juventus garantir o título não oficial de "Campeões de Inverno"; no entanto, ele foi mais tarde substituído por Matthijs de Ligt após sofrer uma lesão no ligamento cruzado anterior . Como resultado, esperava-se que ele fosse descartado até o final da temporada, incluindo a Euro 2020 . Ele voltou à ação em 1 de agosto, atuando como substituto na derrota em casa da Juventus por 3-1 para a Roma na Serie A, com a Juventus já confirmada como campeã da liga.

### Atalanta
No dia 06 de agosto de 2021, foi anunciado e oficializado como novo reforço da Atalanta. O jogador chegou por empréstimo com opção de compra.

### Al-Ahli
No verão de 2023, o jogador assinou contrato com o Al-Ahli numa transferência avaliada em cerca de 18 milhões de euros. 

## Seleção Turca
Merih Demiral fez parte do elenco da Seleção Turca na disputa da Eurocopa de 2020.

## Controvérsia
Em 11 de outubro de 2019, após o gol de Cenk Tosun em uma vitória em casa por 1-0 sobre a Albânia em uma qualificação para o Euro 2020, Demiral foi um dos jogadores turcos que participou de uma polêmica comemoração do gol de " saudação militar ".
No mesmo dia, ele declarou seu apoio aberto à ofensiva turca no nordeste da Síria no Twitter; embora sua posição tenha sido elogiada por torcedores turcos do presidente do país, Recep Tayyip Erdoğan, também atraiu críticas de vários torcedores da Juventus nas redes sociais, bem como de outros clubes, alguns dos quais pediram que o clube tomasse medidas disciplinares contra o jogador; outros até exigiram que Demiral fosse demitido do clube.

## Vida pessoal
Considerado um jovem defesa promissor na comunicação social, pelas suas características, tem sido comparado a Nemanja Vidić, a quem o próprio Demiral também citou como inspiração. Outra de suas influências é seu companheiro de equipe na Juventus, Giorgio Chiellini, a quem também foi comparado. Ele também foi comparado ao ex-zagueiro da Juventus, Paolo Montero .

## Títulos
Juventus
- Serie A: 2019–20[31]
- Coppa Italia: 2020–21[32]
- Supercoppa Italiana: 2020;

Al-Ahli
- Liga dos Campeões da AFC: 2024–25[33]